# 1-е Иткулово
1-е Иткулово (баш. 1-се Этҡол) — село в Баймакском районе Республики Башкортостан России. Центр Иткуловского 1-го сельсовета. Согласно переписи 2020 года население составляло 846 человек.

## Географическое положение
Расстояние до:
- районного центра (Баймак): 26 км,
- ближайшей железнодорожной станции (Сибай): 71 км.

## Население
| 2002 | 2009  | 2010 |
| ---- | ----- | ---- |
| 1071 | →1071 | ↘926 |

Национальный состав
Согласно переписи 2002 года, преобладающая национальность — башкиры (100 %).

### Война с Украиной
На начало 2025 года, по данным ББС, на войну с Украиной ушли 26 человек. Четыре из них на начало 2025 года уже погибли.

## Религия
В селе есть мечеть.

## Известные жители
- Сагит Тухватович Аслаев (род. 1 ноября 1954, 1-е Иткулово, Башкирская АССР) — советский и российский тренер и преподаватель по боксу. Заслуженный тренер России (2003).

- В школе учился Рамазан Фатхуллович Янбеков (15 марта 1934, Баишево (Баймакский район), Башкирская АССР — 30 октября 2019, Уфа) — советский и российский башкирский певец.